# Вајлхајм у Горњој Баварској
Вајлхајм у Горњој Баварској (њем. Weilheim in Oberbayern) град је у њемачкој савезној држави Баварска. Једно је од 34 општинска средишта округа Вајлхајм-Шонгау. Према процјени из 2010. у граду је живјело 21.574 становника. Посједује регионалну шифру (AGS) 9190157.

## Географски и демографски подаци
Вајлхајм у Горњој Баварској се налази у савезној држави Баварска у округу Вајлхајм-Шонгау. Град се налази на надморској висини од 563 метра. Површина општине износи 55,5 km². У самом граду је, према процјени из 2010. године, живјело 21.574 становника. Просјечна густина становништва износи 389 становника/km².

## Истакнуте личности
- Томас Милер
- Ханс Крумпер
- Доминик Битнер
- Вили Шмид

## Међународна сарадња
| Мјесто | Држава    | Врста сарадње | Од    |
| ------ | --------- | ------------- | ----- |
|        | Француска | партнерство   | 1974. |
| Извор  |           |               |       |